# كلينتون بورتيس
كلينتون بورتيس (من مواليد 1 سبتمبر 1981 في لوريل، ميسيسيبي)، هو لاعب كرة قدم أمريكي محترف لعب كظهير لدنفر برونكو وواشنطن رد سكينز في اتحاد كرة القدم الأميركي.

## سيرة شخصية

### مهنة أكاديمية
.أمضى مسيرته الجامعية مع فريق Miami Hurricanes. معهم، بقي دون هزيمة في عام 2001 وفاز في وعاء الزهور

### المسار المهني
تم اختياره من خلال المرشحين للفوز بلقب العام رقم واحد و خمسون في الجولة الثانية من نسخة 2002 NFL Draft بواسطة دبنفر برونكوس.

#### 2002
في موسمه الأول في اتحاد كرة القدم الأميركي، ظهر كلينتون في مجموع 16 مبارات لفريقه، حيثتمكن من تسديد إجمالي 1 508 ياردة في 273 عربة و364 ياردة في 33 حفل استقبال. لقد سجل 15 هبوطًا عن طريق الجري (سجل شخصي) و 2 آخرين عن طريق الاستقبال. يركض 13 مرة ليحقق مكاسب لا تقل عن 20 ياردة (سجل شخصي آخر). تم إعلانه كافضل لاعب مبتدىء لهذا العام من قبل اتحاد كرة القدم الأميركي.

## المذكرات و المراجع
1. ↑  Pro Football Reference (بالإنجليزية), Sports Reference, LLC, QID:Q7246590